# Actias laovieta
Espèce
Actias laovieta est une espèce de papillons du Sud-Est asiatique de la famille des Saturniidae.

## Répartition
Actias laovieta est présent au Laos et au Viêt Nam.

## Description
Le mâle mesure environ 14 cm, la femelle environ 15 cm. L'holotype, un mâle, a une envergure de 141 mm.
Cette espèce est très proche d’Actias Selene.

## Classification
Le nom valide de ce taxon est Actias laovieta Naumann (d), Nässig (d) & Löffler (d), 2017,.
La localité type est la ville de Nam Ban située à une altitude de 970 m dans la province de Lâm Đồng, au Viêt Nam.

## Étymologie
L'épithète spécifique, laovieta, est la combinaison des deux régions où cette espèce a été trouvée jusqu'à présent, le Sud du Laos et les provinces adjacentes du Sud Viêt Nam.

## Publication originale
- (en) Stefan Naumann, Wolfgang A. Nässig et Swen Löffler, « Some new Asian Saturniidae (Lepidoptera) », Nachrichten des Entomologischen Vereins Apollo, vol. 38, no 4,‎ 2017, p. 169-180 (ISSN 0723-9912, lire en ligne).